# Pirmin Strasser
Pirmin Franz Strasser (ur. 16 października 1990 w Linz) – austriacki piłkarz grający dla klubu SV Grödig z numerem 25 na pozycji bramkarza.